# Adrian Šemper
Adrian Šemper (Zagreb, 12 de enero de 1998) es un futbolista croata que juega como guardameta en el Pisa S. C. de la Serie A de Italia.

## Trayectoria

### Dinamo Zagreb
Šemper dio sus primeros pasos en el fútbol a los 6 años, cuando se integró a la academia del Dinamo Zagreb en 2004. Era uno de los jóvenes talentos de una generación prometedora del Dinamo, al igual que Josip Brekalo, Nikola Moro, Borna Sosa, Branimir Kalaica y Vinko Soldo.
Tras disputar la Liga Juvenil de la UEFA 2015-16, el 16 de enero de 2016, Chelsea de Inglaterra ofreció 3.1 millones de libras esterlinas por Šemper, sin embargo el Dinamo rechazó la oferta y Šemper se quedó en Croacia, donde firmó su primer contrato profesional con el Dinamo Zagreb y el 6 de mayo de ese año, debutó profesionalmente con el primer equipo en la victoria por 3-0 frente al Slaven Belupo, penúltima jornada de la Primera Liga de Croacia 2015-16. Šemper jugó los 90 minutos y dejó la valla invicta del Zagreb, que ya había campeonado matemáticamente. Šemper también alternaba con el segundo equipo, participando en la Segunda Liga de Croacia.
En la temporada 2016/17, jugó varios encuentros de titular incluyendo dos partidos ante Juventus y Olympique de Lyon por la Liga de Campeones de la UEFA, antes de marcharse cedido a mitad de campaña al Lokomotiva, también de la primera división croata. Con este club debutó el 17 de febrero de 2017 en la derrota por 1-0 ante el Istra y jugó un total de 41 encuentros en las dos temporadas que estuvo hasta que regresó al Dinamo al inicio de la temporada 2018/19.

### ChievoVerona
El 9 de agosto de 2018, Šemper se convirtió en nuevo jugador del ChievoVerona, de la primera división italiana, tras ser cedido por el Dinamo con opción de compra, llegando al club como recambio del portero Stefano Sorrentino.
El 5 de diciembre debutó con el club en la derrota por 2-1 frente a Cagliari, por la cuarta ronda de la Copa Italia. Estuvo en banca durante casi toda la temporada y el club terminó perdiendo la categoría, sin embargo logró debutar en un triunfo del Chievo por 2 a 1 ante Lazio de visita, el 20 de abril de 2019 por la jornada 33.

## Selección nacional
Šemper forma parte de la categoría sub-21 de la selección de fútbol de Croacia con la cual ha jugado siete partidos. De igual forma ha integrado casi todas las categorías juveniles, como la sub-15 (3 PJ) sub-16 (4 PJ), sub-17 (17 PJ), sub-18 (6 PJ), sub-19 (9 PJ) y sub-20 (1 PJ).
Con la escuadra sub-17, Šemper disputó el Campeonato de Europa Sub-17 de 2015 celebrado en Bulgaria, torneo en el cual Croacia llegó hasta cuartos de final perdiendo por penales ante Bélgica. Šemper fue el arquero titular de la selección juvenil y solo recibió 1 gol en los cuatro partidos que jugó. Croacia se aseguró además el cupo a la Copa Mundial de Fútbol Sub-17 de 2015 a jugarse en Chile.
Šemper fue titular también en dicho mundial, jugado un total de 5 partidos puesto que Croacia alcanzó los cuartos de final, perdiendo 1-0 ante Malí.
Con el combinado sub-19 no fue considerado para el Campeonato de Europa Sub-19 de 2016, disputado en Alemania, pese a participar en casi toda la eliminatoria. Integró la plantilla para la Eurocopa Sub-21 de 2019, sin embargo no jugó en dicho torneo.

### Participaciones en Copas del Mundo
| Mundial                               | Sede  | Resultado        | Partidos | Goles recibidos |
| ------------------------------------- | ----- | ---------------- | -------- | --------------- |
| Copa Mundial de Fútbol Sub-17 de 2015 | Chile | Cuartos de final | 5        | 5               |

### Participación en Eurocopas
| Torneo                              | Sede                | Resultado        | Partidos | Goles recibidos |
| ----------------------------------- | ------------------- | ---------------- | -------- | --------------- |
| Campeonato de Europa Sub-17 de 2015 | Bulgaria            | Cuartos de final | 4        | 1               |
| Eurocopa Sub-21 de 2019             | Italia · San Marino | Primera fase     | 0        | 0               |

## Clubes y estadísticas
Actualizado el 11 de agosto de 2020.
| Club | Temporada        | Div              | Liga     | Liga  | Liga            | Copas nacionales(1) | Copas nacionales(1) | Copas nacionales(1) | Copas internacionales(2) | Copas internacionales(2) | Copas internacionales(2) | Total    | Total | Total           |
| Club | Temporada        | Div              | Partidos | Goles | Vallas Invictas | Partidos            | Goles               | Vallas Invictas     | Partidos                 | Goles                    | Vallas Invictas          | Partidos | Goles | Vallas Invictas |
| --- | ---------------- | ---------------- | -------- | ----- | --------------- | ------------------- | ------------------- | ------------------- | ------------------------ | ------------------------ | ------------------------ | -------- | ----- | --------------- |
| Dinamo Zagreb II · Croacia | 2015/16          | 2ª               | 8        | 5     | 4               | —                   | —                   | —                   | —                        | —                        | —                        | 8        | 5     | 4               |
| Dinamo Zagreb II · Croacia | 2016/17          | 2ª               | 1        | 1     | 0               | —                   | —                   | —                   | —                        | —                        | —                        | 1        | 1     | 0               |
| Dinamo Zagreb II · Croacia | Total club       | Total club       | 9        | 6     | 4               | 0                   | 0                   | 0                   | 0                        | 0                        | 0                        | 9        | 6     | 4               |
| Dinamo Zagreb · Croacia | 2015/16          | 1ª               | 1        | 0     | 1               | 0                   | 0                   | 0                   | 0                        | 0                        | 0                        | 1        | 0     | 1               |
| Dinamo Zagreb · Croacia | 2016/17          | 1ª               | 6        | 7     | 3               | 2                   | 1                   | 1                   | 2                        | 7                        | 0                        | 10       | 15    | 4               |
| Dinamo Zagreb · Croacia | 2018/19          | 1ª               | 1        | 1     | 0               | 0                   | 0                   | 0                   | 0                        | 0                        | 0                        | 1        | 1     | 0               |
| Dinamo Zagreb · Croacia | Total club       | Total club       | 8        | 8     | 4               | 2                   | 1                   | 1                   | 2                        | 7                        | 0                        | 12       | 16    | 5               |
| Lokomotiva · Croacia | 2016/17          | 1ª               | 16       | 11    | 7               | 0                   | 0                   | 0                   | 0                        | 0                        | 0                        | 16       | 11    | 7               |
| Lokomotiva · Croacia | 2017/18          | 1ª               | 21       | 31    | 6               | 4                   | 2                   | 2                   | —                        | —                        | —                        | 25       | 33    | 8               |
| Lokomotiva · Croacia | Total club       | Total club       | 37       | 42    | 13              | 4                   | 2                   | 2                   | 0                        | 0                        | 0                        | 41       | 44    | 15              |
| ChievoVerona · Italia | 2018/19          | 1ª               | 6        | 8     | 2               | 1                   | 2                   | 0                   | —                        | —                        | —                        | 7        | 10    | 2               |
| ChievoVerona · Italia | 2019/20          | 2ª               | 38       | 39    | 12              | 2                   | 3                   | 0                   | 0                        | 0                        | 0                        | 40       | 42    | 12              |
| ChievoVerona · Italia | Total club       | Total club       | 44       | 47    | 14              | 3                   | 5                   | 0                   | 0                        | 0                        | 0                        | 47       | 52    | 14              |
| Total en carrera | Total en carrera | Total en carrera | 98       | 103   | 35              | 9                   | 8                   | 3                   | 2                        | 7                        | 0                        | 109      | 118   | 38              |
| (1)Incluye datos de la Copa de Croacia (2016/17 y 2017/18) y Copa Italia (2018/19 y 2019/20). (2)Incluye datos de la Liga de Campeones de la UEFA (2016/17). |                  |                  |          |       |                 |                     |                     |                     |                          |                          |                          |          |       |                 |

## Palmarés

### Títulos nacionales
| Título                  | Club                   | País    | Año     |
| ----------------------- | ---------------------- | ------- | ------- |
| Primera Liga de Croacia | G. N. K. Dinamo Zagreb | Croacia | 2015-16 |